# Saisons de Scènes de ménages
Cet article présente les différentes saisons la série télévisée française Scènes de ménages.

## Distribution

### Acteurs principaux
- Gérard Hernandez : Raymond (depuis la saison 1)
- Valérie Karsenti : Liliane (depuis la saison 1)
- Frédéric Bouraly : José (depuis la saison 1)
- Anne-Élisabeth Blateau : Emma (depuis la saison 3)
- David Mora : Fabien (depuis la saison 3)
- Amélie Etasse : Camille (depuis la saison 7)
- Grégoire Bonnet : Philippe (depuis la saison 7)
- Claire Chust : Leslie (depuis la saison 10)
- Vinnie Dargaud : Léo (depuis la saison 10)
- Claudia Mongumu : Louise (depuis la saison 13)
- Ryad Baxx : Jalil (depuis la saison 13)
- Fanny Cottençon : Christine (depuis la saison 14)
- Didier Bénureau : Gilbert (depuis la saison 14)

### Anciens acteurs principaux
- Audrey Lamy : Marion (saison 1 à 9, récurrente saison 10)
- Loup-Denis Elion : Cédric (saison 1 à 9, récurrent saison 10)
- Marion Game : Huguette (saison 1 à 14)

## Saison 1 (2009-2010)
- La première saison est diffusée du 9 novembre 2009 au 30 janvier 2010 à 20 h 10 sur M6.
- La découverte de trois couples : Cédric (Loup-Denis Elion) et Marion (Audrey Lamy), José (Frédéric Bouraly) et Liliane (Valérie Karsenti), Raymond (Gérard Hernandez) et Huguette (Marion Game). Cette saison contient 200 épisodes, regroupant 636 scènes (196 avec José et Liliane, 197 avec Cédric et Marion, et 243 avec Raymond et Huguette).

## Saison 2 (2010-2011)
- La deuxième saison est diffusée du 18 octobre 2010 au 1er juillet 2011 à 20 h 10 sur M6.
- Cette deuxième saison de la série a été scindée en deux parties pour l'édition et la vente des coffrets DVD. On peut donc trouver l'appellation Saison 2 et Saison 3 pour la première et la deuxième partie de cette saison. Cette première partie contient 240 épisodes, regroupant 742 scènes (262 pour Raymond et Huguette, 240 pour José et Liliane et 240 pour Cédric et Marion).

## Saison 3 (2011-2012)
- La troisième saison est diffusée du 29 août 2011 au 22 juin 2012 à 20 h 10 sur M6.
- La troisième saison de la série Scènes de ménages est marquée par l'arrivée d'un quatrième couple de trentenaire, Fabien (David Mora) et Emma (Anne-Élisabeth Blateau), et leur fille Chloé[1].
- Cette troisième saison a été scindée en deux parties pour l'édition et la vente des coffrets DVD. On peut donc trouver l'appellation Saison 4 et Saison 5 pour la première et la deuxième partie de cette saison.

## Saison 4 (2012-2013)
- La quatrième saison est diffusée du 3 septembre 2012 au 7 juin 2013 à 20 h 10 sur M6.
- Cette quatrième saison de la série Scènes de ménages a été scindée en deux parties pour l'édition et la vente des coffrets DVD. On peut donc trouver l'appellation Saison 6 et Saison 7 pour la première et la deuxième partie de cette saison.

## Saison 5 (2013-2014)
- La cinquième saison est diffusée du 2 septembre 2013 au 4 juillet 2014 à 20 h 10 sur M6.
- Cette cinquième saison de la série Scènes de ménages a été scindée en deux parties pour l'édition et la vente des coffrets DVD. On peut donc trouver l'appellation Saison 8 et Saison 9 pour la première et la deuxième partie de cette saison.

## Saison 6 (2014-2015)
- La sixième saison est diffusée du 1er septembre 2014 au 17 avril 2015 à 20 h 15 sur M6.
- La sixième saison de Scènes de ménages a, comme ses précédentes, été divisée en deux coffrets DVD. On trouve l'appellation Saison 10 et Saison 11 pour la première et deuxième partie de cette saison en DVD.

## Saison 7 (2015-2016)
- La septième saison est diffusée du 24 août 2015 au 1er juillet 2016 à 20 h 15 sur M6.
- La septième saison de Scènes de ménages accueille un nouveau couple ayant un écart d'âge de près de 20 ans, Camille (Amélie Etasse) et Philippe (Grégoire Bonnet)[2].

## Saison 8 (2016-2017)
- La huitième saison est diffusée du 29 août 2016 au 16 juin 2017 à 20 h 30 sur M6.
- La huitième saison de Scènes de ménages a réalisé le meilleur démarrage depuis sa création avec 4 450 000 téléspectateurs et 19,5 % de part d'audience[3].
- Cette huitième saison marque le changement d'heure de la série qui est désormais diffusée à 20 h 30 au lieu de 20 h 10 ou 20 h 15.

## Saison 9 (2017-2018)
- La neuvième saison de Scènes de ménages est diffusée du 28 août 2017 au 6 juillet 2018 à 20 h 30 sur M6.
- Cette saison est la dernière où Marion et Cédric sont présents dans la série[4].
- Arrivée de Manu (joué par Paul Lefèvre), fils de Liliane et José[5].

## Saison 10 (2018-2019)
- La dixième saison de Scènes de ménages est diffusée du 27 août 2018 au 21 juin 2019 à 20 h 30 sur M6.
- Elle est marquée par l'arrivée d'un nouveau couple qui a la vingtaine, Léo (Vinnie Dargaud) et Leslie (Claire Chust), qui remplace numériquement celui formé par Cédric (Loup-Denis Elion) et Marion (Audrey Lamy)[6].

## Saison 11 (2019-2020)
- La onzième saison est diffusée du 26 août 2019 au 26 juin 2020 à 20 h 30 sur M6.

## Saison 12 (2020-2021)
- La douzième saison est diffusée du 24 août 2020 au 2 juillet 2021 à 20 h 30 sur M6.

## Saison 13 (2021-2022)
- La treizième saison est diffusée du 23 août 2021 au 1er juillet 2022 à 20 h 30 sur M6.
- Cette saison marque l'arrivée d'un nouveau couple de jeunes trentenaires et d'origine différente, Jalil (Ryad Baxx) et Louise (Claudia Mongumu)[7].

## Saison 14 (2022-2023)
- La quatorzième saison est diffusée du 22 août 2022 au 30 juin 2023[8].
- Un nouveau couple de sexagénaire fait son apparition à l'écran, Gilbert (Didier Bénureau) et Christine (Fanny Cottençon) dès janvier 2023[9].
- L’actrice Marion Game qui incarne le rôle d’Huguette depuis la saison 1 est décédée pendant cette saison[10].
- L’actrice Andrée Damant qui incarne le rôle secondaire de Tata Odette est décédée pendant cette saison[11].

## Saison 15 (2023-2024)
- La quinzième saison est diffusée depuis le 28 août 2023[12].
- Cette saison est sans Marion Game décédée en mars 2023, cependant Gérard Hernandez est toujours présent dans la série et joue désormais ses sketchs seul ou en compagnie de vieux amis mais aussi de sa famille[13].

## Saison 16 (2024-2025)
Cette saison à été diffusé du Lundi 19 Août 2024 au Vendredi 27 juin 2025.
Cette saison est marqué par pleins d'événements, Emma accouche de jumeaux appelees "Nathan & Gina", Camille à ouvert son centre de bien-être et Philippe sa 2eme Pharmacie, José, après un pépin de santé, à eu un stent, Raymond accueil une aide ménagère "Stella", et en surfant sur une appli de rencontre, Raymond swipe du mauvais côté et fini par faire la connaissance de "Nicole" incarnée par Chantal Ladesou.
Cette saison est aussi la saison des départs, notamment le couple Christine & Gilbert puis Louise & Jalil. Par ailleurs, un nouveau couple est apparu pour remplacer Christine & Gilbert : Alice & Sofiane (Élodie Poux & Majid Berhila), épiciers de moyenne montagne qui doivent concilier vie pro et vie perso...
Cette saison est aussi marquée par un prime : "Scènes de ménages : 15 ans, Enfin Réunis" ou, pour la 1ere fois, tout les couples de la série se croiseront ! (C'est d'ailleurs le dernier prime de Jalil & Louise mais aussi le 1e de Alice & Sofiane)

## Soirées spéciales
Scènes de ménages est occasionnellement diffusé en prime-time sur M6 lors d'émissions spéciales à thèmes. Ces différents thèmes sont :
- Ce soir, ils reçoivent
- Scènes de ménages entre amis
- Tenue correcte exigée
- L'Album de famille
- Enfin, ils sortent
- Enfin en vacances à la mer
- Enfin en vacances à la campagne
- Enfin en vacances à la montagne
- Ça va être leur fête
- Cap sur la Riviera
- Aventures sous les tropiques
- Au boulot !
- Ca s'enguirlande pour Noël
- La C'htite Compet
- La Vie de château
- Ça se corse
- Hommage à Marion Game